# Фраджакомо, Пьетро
Пьетро Фраджакомо (итал. Pietro Fragiacomo; 14 августа 1856, Триест — 18 мая 1922, Венеция) — итальянский художник.
С двенадцати лет жил в Венеции, учился в ремесленном училище, затем работал в Тревизо токарем и кузнецом. В 1879 г. поступил в Венецианскую академию изящных искусств, где его наставником стал Гульельмо Чиарди, а другом и сподвижником — Джакомо Фавретто. В 1880 г. живопись Фраджакомо была впервые показана на выставке в Турине, с 1887 г. Фраджакомо постоянный участник Венецианских биеннале. Помимо различных итальянских городов его картины экспонировались также в Париже, Мюнхене, Константинополе. В 1891 г. на Миланской триеннале картина Фраджакомо «Мир» (итал. Pace) была удостоена премии имени короля Умберто.
В творческом наследии Фраджакомо преобладает лирический пейзаж, в котором чувствуется влияние импрессионизма. Как отмечала современница Фраджакомо, художественный критик Изабелла Андертон, «его произведения, выдержанные в минорном ключе, изысканны, убедительны и в высшем смысле правдивы».